# Mezquita de Eyüp Sultan
La Mezquita de Eyüp Sultan (en turco, Eyüp Sultan Camii) está situada cerca del Cuerno de Oro, en el distrito de Eyüp, en la parte europea de Estambul. Se encuentra fuera de las Murallas de Constantinopla. Construida en 1458, fue la primera mezquita construida por los turcos otomanos tras la conquista de Constantinopla en 1453. 
La mezquita se construyó en el lugar donde Abu Ayyub al-Ansari (en turco, Eyüp Sultan), adalid del profeta Mahoma, murió durante el ataque árabe a Constantinopla en 670. Su tumba es un importante lugar de veneración para los musulmanes. Algunas de las pertenencias personales de Mahoma se encuentran en el interior de la mezquita. Otras pertenencias se encuentran en el Palacio de Topkapı y en otras mezquitas de Estambul, ya que fue la última capital del califato.